# Kanelkremla
Kanelkremla (Russula cuprea) är en svampart som först beskrevs av Julius Vincenz von Krombholz, och fick sitt nu gällande namn av Jakob Emanuel Lange 1926. Kanelkremla ingår i släktet kremlor och familjen kremlor och riskor.  Arten är reproducerande i Sverige. Inga underarter finns listade i Catalogue of Life.
I den svenska databasen Dyntaxa används istället namnet Russula urens för samma taxon.  Arten är reproducerande i Sverige.

## Källor

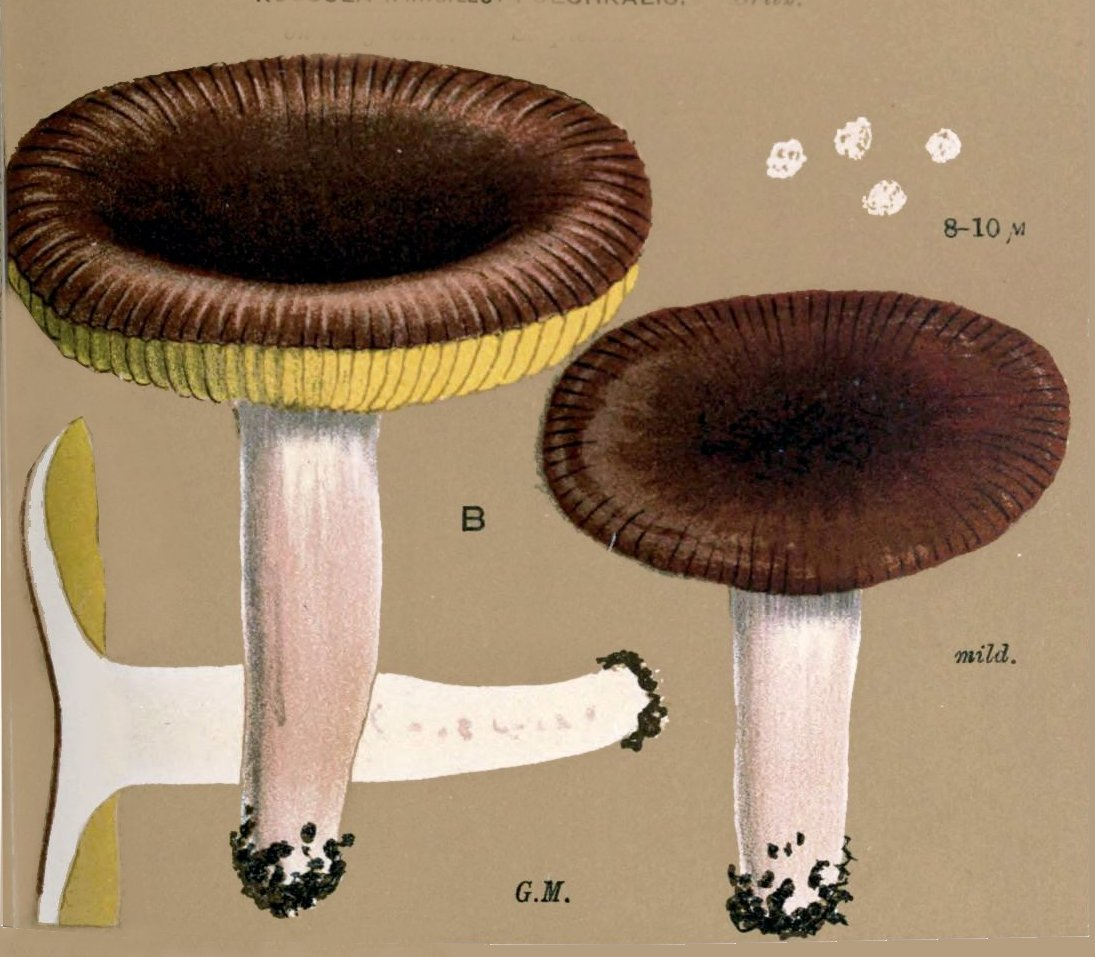